# Фіад
Фіад (рум. Fiad) — село у повіті Бистриця-Несеуд в Румунії. Входить до складу комуни Телчу.
Село розташоване на відстані 363 км на північ від Бухареста, 40 км на північ від Бистриці, 98 км на північний схід від Клуж-Напоки.

## Населення
За даними перепису населення 2002 року у селі проживали 276 осіб, усі — румуни. Усі жителі села рідною мовою назвали румунську.